# Stenocarpus
Stenocarpus es un género de árboles perteneciente a la familia Proteaceae. Es endémica de  Australia.
Stenocarpus es un género de alrededor de 25 especies de árboles maderables y arbustos, que se producen en las selvas tropicales del este y las áreas monzónicas del norte y el noroeste de Australia (9 especies), con dos que se extienden en Nueva Guinea y en las islas Aru, con la mayor diversidad en Nueva Caledonia, donde se encuentra la mayoría (12 especies).

## Taxonomía
Stenocarpus fue descrito por Robert Brown y publicado en Transactions of the Linnean Society of London 10(1): 201–202. 1810. La especie tipo es: Stenocarpus forsteri R. Br. 

## Especies
- Stenocarpus acacioides
- Stenocarpus angustifolius

- Stenocarpus comptonii - Nueva Caledonia[2]
- Stenocarpus cryptocarpus
- Stenocarpus cunninghamii
- Stenocarpus davallioides
- Stenocarpus dumbeensis - Nueva Caledonia[2]
- Stenocarpus gracilis - Nueva Caledonia[2]
- Stenocarpus heterophyllus - Nueva Caledonia[2]
- Stenocarpus intermedius - Nueva Caledonia[2]
- Stenocarpus milnei- Nueva Caledonia[2]
- Stenoarpus phyllodineus - Nueva Caledonia[2]
- Stenocarpus reticulatus
- Stenocarpus rubiginosus - Nueva Caledonia[2]
- Stenocarpus salignus
- Stenocarpus sinuatus
- Stenocarpus trinervis - Nueva Caledonia[2]
- Stenocarpus tremuloides - Nueva Caledonia[2]
- Stenocarpus umbelliferus - Nueva Caledonia[2]
- Stenocarpus verticis
- Stenocarpus villosus - Nueva Caledonia[2]